# Stryjówka (Ukraina)
Stryjówka – wieś na Ukrainie w rejonie tarnopolskim należącym do obwodu tarnopolskiego.
Częścią wsi jest dawniej samodzielna wieś i gmina Wałachówka. W pobliżu znajduje się przystanek kolejowy Stryjówka, położony na linii Odessa – Lwów. 
W II Rzeczypospolitej wieś w powiecie zbaraskim województwa tarnopolskiego.
W latach 1943–1944 nacjonaliści ukraińscy z OUN-UPA zamordowali tutaj 7 Polaków.
W czasie okupacji niemieckiej mieszkająca w Stryjówce polska rodzina Lukasiewiczów ukrywała żydowskie rodzeństwo, Szaula, Frydę i Bertę Lilienów. W 1993 roku Instytut Jad Waszem uhonorował za to tytułami Sprawiedliwych wśród Narodów Świata Franciszka i Marię Lukasiewiczów.
Do 2020 w rejonie zbaraskim.